# Harashī
Harashī (persiska: هرشی) är en ort i Iran.   Den ligger i provinsen Khorasan, i den östra delen av landet, 800 km öster om huvudstaden Teheran. Harashī ligger 889 meter över havet och antalet invånare är 121.
Terrängen runt Harashī är platt åt sydost, men åt nordväst är den kuperad.Runt Harashī är det glesbefolkat, med 13 invånare per kvadratkilometer. Närmaste större samhälle är Nashtīfān, 7,4 km öster om Harashī. Trakten runt Harashī är ofruktbar med lite eller ingen växtlighet.